# Minas Morgul (album)
Minas Morgul è il secondo album della band austriaca Summoning. Lo stile dell'album si distacca dal precedente Lugburz ed è più vicino ai tipici canoni della band. Il nome dell'album è preso dall'omonimo luogo del romanzo di J. R. R. Tolkien Il Signore degli Anelli.

## Tracce
1. Soul Wandering – 2:32
2. Lugburz – 7:15
3. The Passing of the Grey Company – 9:16
4. Morthond – 6:44
5. Marching Homewards – 8:11
6. Orthanc – 1:39
7. Ungolianth – 6:37
8. Dagor Bragollach – 5:05
9. Through the Forest of Dol Guldur – 4:47
10. The Legend of the Master-Ring – 5:27
11. Dor Daedeloth – 10:16

## Formazione
- Protector - voce, chitarra, tastiere
- Silenius - voci, tastiere